# الثعلب والأسد المريض
الثعلب والأسد المريض حكاية من خرافات إيسوب تتشابه مع حكاية هندية.، ومرقمة برقم 142 في مؤشر بيري.

## فحوى الحكاية
يحكى أن أسد كان يحكم الغابة لسنوات طويلة وكانت جميع الحيوانات تهابه وتطيع أوامره وكان الأسد يحصل على طعامه بالقوة يطارد الفريسة ويهجم عليها ويفترسها بأنيابه الحادة ولا يتركها حتى يشبع ثم تأتي الحيوانات وتأكل من بقايا طعامه.
كبر الأسد وصار عجوزاً ضعيفاً وذات يوم شعر بالمرض وأحس بالضعف الشديد وأصبح غير قادر على أن يصطاد شعر الأسد بالجوع وراح يفكر في طريقة يحصل فيها على طعامه. قال الأسد لنفسه ما زالت الحيوانات تحترمني وتخافني وتسمع كلامي لا ينبغي أبداً أن أظهر لها أنني أصبحت كبير السن ضعيفاً وإلا فإنها لن تخشاني ولن تطيع أوامري لكن سأعلن عن مرضي وأبقى داخل بيتي ولا بد أن تحضر الحيوانات لزيارتي وبذلك سيأتيني طعامي من غير أن أتعب نفسي في الحصول عليه.
نشر الأسد خبر مرضه بين الجميع، وكانت الحيوانات تخاف غضب الأسد وبطشه إن هي لم تقم بالواجب لذلك سارعت الحيوانات إلى زيارته في بيته والسؤال عنه والدعاء له بالشفاء لكن كلما دخل حيوان بيت الأسد هجم عليه وفتك به وأكله كان الأسد سعيداً لأنه لا يتعب في الحصول على طعامه فهو لم يعد قادراً على أن يطارد أي حيوان مهما كان بطيئاً لكن الطعام اللذيذ كان يأتي إليه في بيته وهو جالس لا يتحرك فيأكل منه حتى يشبع.
وفي يوم من الأيام كان الدور على الثعلب ليزور الأسد ويسأله عن صحته ويطمئن على حاله توجه الثعلب إلى بيت الأسد وهم بالدخول لكنه نظر إلى الأرض عند مدخل البيت وتوقف سأل الثعلب الأسد عن حاله وهو واقف في مكانه خارج البيت أجاب الأسد ما زلت مريضاً يا صديقي الثعلب غير أن صحتي تتقدم وتتحسن يوماً بعد يوم لكن لماذا تقف بعيداً أدخل يا صديقي لأستمتع بحديثك الحلو وكلامك الجميل فأجابه الثعلب لا يا صديقي الأسد كان بودي أن أدخل بيتك لانظر إليك من قرب لكني ((أرى آثار أقدام كثيرة تدخل بيتك ولم أرى أثر لقدم واحدة خرجت منه)) ثم عاد تاركا الاسد بغيظه وجوعه

## المغزى
مغزي القصة كما ذكر في الكتابات اللاتينية في العصور الوسطى للخرافة مثل كتابات أديمار شابانس ورومولوس أنغليكوس  هو أنه «ينبغي للمرء أن يتعلم من مصائب الآخرين»، ولكن أعطيت أيضا معني سياسي في التعليق الإضافي الذي يقول «الدخول إلى بيت الملك/الحاكم أسهل من الخروج منه» كما أعرب ويليام كاكستون في النسخة الإنجليزية له، ومع ذلك اقتصر هيرونيموس أوسيوس بأن جعل درس القصة أن الرجل الحكيم يلاحظ ليس فقط علامات الخطر ولكن أيضا يتعلم منها أن يكون حذرا. وضرورة توخي الحذر في كل المؤسسات، «مع مراعاة الربح والخسارة»، كانت أيضا الرسالة الرمزية التي استخدمها جيلز كوروزت للخرافة في كتابه هيكاتوموغرافي (1540).